# Solitäre Faltenwespen

Solitäre Faltenwespe beim Bau eines „Eingangsrohres“

Solitäre Faltenwespen (Eumeninae) bilden eine Unterfamilie der Faltenwespen (Vespidae) in der Ordnung der Hautflügler. Von den weltweit etwa 3000 Arten leben 82 in Mitteleuropa.

## Merkmale
Wie auch bei den übrigen Arten der Faltenwespen sind die Flügel der Solitären Faltenwespen in Ruhelage längs gefaltet. Im Gegensatz zu den Sozialen Faltenwespen (Echte Wespen und Feldwespen) leben die Solitären Faltenwespen allein und nicht eusozial in einem Insektenstaat.
Man nennt sie nach dem bevorzugten Nestbaumaterial auch Lehmwespen. Beispielsweise baut die Gattung der Töpferwespen (Eumenes) für ihre Larven Brutzellen aus Lehm. Andere Arten graben Hohlräume in Lehm- oder Lösswände, in denen Brutkammern angelegt werden. Manchmal wird vor den Nesteingang aus dem herausgeschafften Erdmaterial ein wasserhahnförmig gebogenes Rohr angebaut.

## Systematik
Die Unterfamilie der Solitären Faltenwespen untergliedert sich in Europa in 37 Gattungen mit etwa 312 Arten und Unterarten. In Deutschland wurden bisher 67 Arten nachgewiesen, zum Beispiel:
- Allodynerus Blüthgen, 1938
  - Allodynerus delphinalis (Giraud, 1866)
- Ancistrocerus Wesmael, 1836
  - Ancistrocerus dusmetiolus (Strand, 1914)
  - Ancistrocerus gazella (Panzer, 1798)
  - Ancistrocerus nigricornis (Curtis , 1826)
  - Ancistrocerus oviventris (Wesmael, 1836)
  - Ancistrocerus trifasciatus (Müller, 1776)
- Delta de Saussure, 1855
  - Delta bicinctum (de Saussure, 1852)
  - Große Lehmwespe (Delta unguiculatum Linnaeus, 1758)
- Discoelius Latreille, 1809
  - Discoelius zonalis (Panzer, 1801)
- Euodynerus Dalla Torre, 1904
  - Euodynerus quadrifasciatus (Fabricius, 1793)
- Töpferwespen (Eumenes Latreille, 1802)
- Gymnomerus Blüthgen, 1938
  - Gymnomerus laevipes (Shuckard, 1837)
- Katamenes
  - Katamenes arbustorum
- Leptochilus Saussure, 1853
  - Leptochilus alpestris (Saussure, 1855)
  - Leptochilus regulus
- Microdynerus Thomson, 1874
  - Microdynerus exilis (Herrich-Schäffer, 1839)
- Pterocheilus Klug, 1805
  - Pterocheilus phaleratus (Panzer, 1797)
- Stenodynerus
  - Stenodynerus dentisquama (Thomson, 1870)
- Symmorphus Wesmael, 1836
  - Symmorphus bifasciatus (Linnaeus, 1761)
  - Symmorphus murarius (Linnaeus, 1758)